# Nemzetközi szerződés

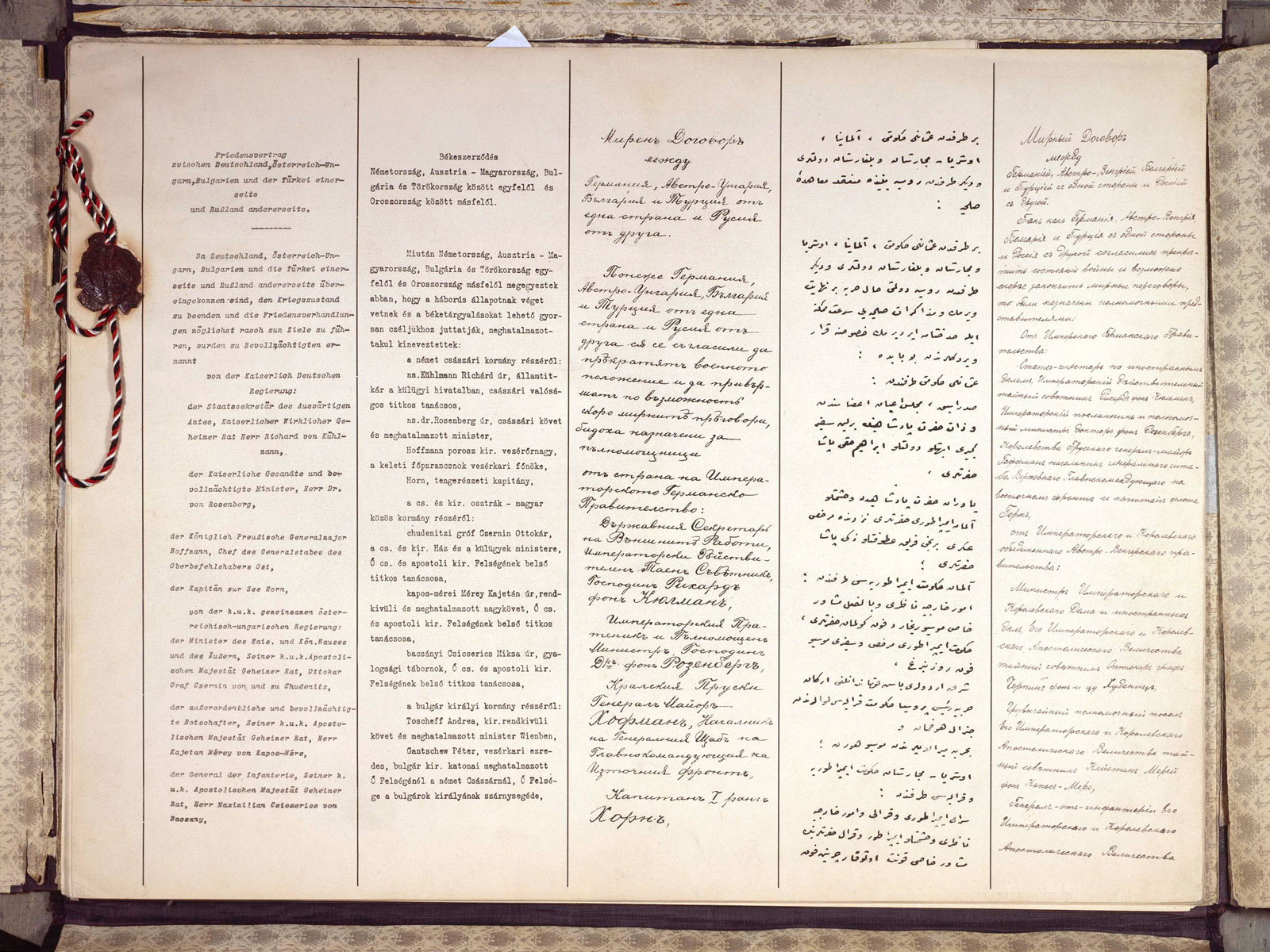
A breszt-litovszki béke

A bécsi szerződés a szerződések jogáról (1969) 2. cikk 1/a pontja szerint nemzetközi szerződéseknek nevezzük azokat a megállapodásokat, melyek:
- a nemzetközi jog alanyai között
- írásban jönnek létre, és
- nemzetközi jellegű
- jogokat és kötelezettségeket fogalmaznak meg.

A nemzetközi jogalanyiság fogalmával azok az entitások írhatók le, akik nemzetközi jogokat és kötelezettségeket vállalhatnak. A legfőbb nemzetközi jogalany az állam. Fontos azonban megjegyezni, hogy nemzetközi interakciói során az állam nem mindig nemzetközi jogalanyként jelenik meg. Egy nagykövetség épületének bérlésekor, ingatlanok elzálogosításakor stb. az állam is polgárjogi alanyként vesz részt.
A második világháború óta a nemzetközi szervezetek is nemzetközi jogalanyok lehetnek, jogalanyiságuk azonban az államétól jelentősen eltér. Az államok ruházzák ugyanis fel a szervezeteket jogokkal és kötelezettségekkel, így utóbbiak jogalanyisága származékos, és részleges.
Kivételes esetben nemzetközi jogok alanya lehet magánszemély is, ez főleg emberi jogok sérülése esetén valósulhat meg, és az 1899-es és 1907-es hágai nemzetközi szerződéshez, valamint a genfi egyezményhez kapcsolható.

## A nemzetközi szerződések csoportosítása
1. tárgy szerint
Azt mutatja, milyen témakörben készült a nemzetközi szerződés, azaz megkülönböztetünk politikai jellegű, gazdasági, technológiai, kulturális stb. jellegű nemzetközi szerződéseket.
2. a létrehozott jog szerint
A nemzetközi szerződésben megfogalmazott jog lehet ügyintéző és jogalkotó. Jogalkotó jellegről akkor beszélünk, amikor egy bizonyos magatartásformát, mint követendő példát jelölnek meg, ilyen például az ENSZ Alapokmányában foglalt emberi jogok összessége.
Ügyintéző szerződésről akkor beszélünk, amikor bizonyos cselekmény végrehajtásáról állapodnak meg a felek. Ez lehet gazdasági segítségnyújtás, együttműködési megállapodások stb. Fontos, hogy a teljesítéssel a szerződés hatályát veszti.
3. a résztvevők száma szerint
- Beszélünk bilateriális, azaz kétoldalú, két fél között létrejött szerződésről, valamint
- multilaterális, azaz több fél között létrejött szerződésről.
- Kivételesen említhető meg az államok egyoldalú nyilatkozata, melynek azonban nincsenek jogkövetkezményei. Ilyen lehet például egy újonnan megalakult állam elismerését kijelentő nyilatkozat. (Az államok azonban ettől függetlenül is létrejönnek és a nemzetközi jog alanyaivá válnak.)

4. szerződéskötés alanyai szerint
- államok között létrejött szerződés
- nemzetközi szervezetek között létrejött szerződés
- államok és nemzetközi szervezetek között létrejött szerződés

5. a szerződésben részt venni képesek köre szerint
- univerzális (egyetemes szerződés): az ilyen szerződésekhez a Föld bármely állama csatlakozhat. Ilyen például az ENSZ
- partikuláris, azaz bizonyos témakörben (például NATO – katonai), vagy területen (például EU – európai) létrejött szerződés. Utóbbiakat regionális szerződéseknek nevezik.

6. csatlakozás lehetősége szempontjából
- zárt szerződés - újabb államok nem csatlakozhatnak
- félig zárt szerződés - újabb államok csak a részes államok hozzájárulásától függően, feltételekhez kötötten csatlakozhatnak
- félig nyitott szerződés - újabb államok csak objektív feltételek teljesítésétől függően csatlakozhatnak
- nyitott szerződés - bármely állam csatlakozhat

7. elnevezésük szerint
- Szerződés
- Egyezmény
- Megállapodás
- Paktum
- Jegyzőkönyv (protokoll)
- Alapokmány
- Kompromisszum
- Konkordátum (A Szentszék és valamely világi szervezet között)
- Jegyzékváltás
- Modus vivendi
- Gentlemen's agreement

## A szerződéskötés menete
1. lépés: tárgyalás
Általában meghatalmazottak vesznek részt rajta, akik kézjegyükkel ellátják, parafálják a szerződést. Ez még nem a szerződés elfogadása, csak annak kifejezése, hogy lezártnak tekintik a szerződés szövegét. A meghatalmazottak hatáskörét és annak jogosságát a mandátumvizsgáló bizottságok végzik. Természetesen külügyminiszteri szinten tartott gyűléskor a jelen lévő külügyminiszterek mandátumának vizsgálata szükségtelen.
A fentieket követi az aláírás, azaz a szerződésben foglalt jogok és kötelezettségek elfogadása. A szerződés eredeti példánya a letéteményesnél marad.

## A nemzetközi szerződések általános felépítése
1. preambulum (bevezető rendelkezések): ebben definiálják a résztvevők körét, a szerződés célját, stb.
2. érdemi rendelkezések
3. zárórendelkezések
4. mellékletek (például határmegállapodáskor térképek, stb.)

## A nemzetközi szerződés érvénytelensége
Az érvénytelenség két esete:
- semmisség
- megtámadhatóság

Semmisség esetén a szerződés már megkötése pillanatában érvénytelen. Ez abban az esetben fordulhat elő, ha a szerződést erőszak nyomására kötötték, vagy alapvető emberi jogokba ütközik. (Manapság egy rabszolga-kereskedelemről szóló egyezmény tehát már megkötése pillanatában érvénytelen.)
Megtámadhatóság akkor áll fenn, ha a szerződést tévedés vagy megtévesztés hatására kötötték. Ez esetben a sértett félnek kérvényezni kell a szerződés érvénytelenné nyilvánítását.
Az érvénytelenné nyilvánított szerződés visszamenőleges hatállyal megszüntet minden vele kapcsolatos jogot és kötelezettséget.

## Alapfogalmak és különlegességek
A fenntartás intézménye: egy aláíró fenntartással élhet egy szerződés adott pontja ellen, ha azzal nem ért egyet. Ez csak többoldalú szerződéseknél lehetséges, és nem érintheti az ún. kógens jogszabályokat. A fenntartással szemben bármely résztvevő kifogással  élhet.
Kogens jog: Azon jogszabályok, melyektől nem lehet eltérni. Ilyenek az alapvető emberi jogok és szabadságok, a rabszolga-kereskedelem tilalma stb. A nemzetközi jog másik kategóriája a diszpozitív jogszabályok összessége, ezektől el lehet térni.
A legnagyobb kedvezmény elve: Ha egy állam adott tagállammal szemben a legnagyobb kedvezmény elve alapján kötött szerződést, akkor ezeket a jogokat és kötelezettségeket más államokra úgy is kiterjesztheti, hogy a legnagyobb kedvezmény elve alapján köt szerződést, így nem kell a teljes szerződés összes pontjában újra megállapodni.
A nemzetközi szerződésekben foglalt jog abból a szempontból speciális, hogy nincs az államok felett létező "szuperállam", amely a jogokat és kötelezettségeket kikényszeríthetné. Mi készteti mégis az államokat a szerződések betartására? A legtöbb esetben ajánlott az önkéntes jogkövetés (diplomáciai mentességek és kiváltságok, stb.), hiszen azok megsértésével az állam a maga érdekeit is sértené.
Jogsértés esetén két intézmény létezik a nemzetközi szerződésekben foglalt jogok és kötelezettségek kikényszerítésére:
- az önsegély elve – ez lehet retorzió, azaz a kárt okozó magatartás jogszerű de az ellenérdekelt félnek ugyancsak károkat okozó megtorlása, illetve represszália, azaz a jogsértő magatartás jogsértő, de méltányos magatartással való megtorlása. A represszália azonnal megszüntetendő, amint a jogsértő magatartás véget ért.
- A nemzetközi jog kikényszeríthetőségének speciális esete az agresszor állam elleni közös fellépés. Ez esetben az agresszor állam olyan alapvető jogokat sértett, amely a nemzetek közös fellépésével zajló katonai akciót von maga után.
- Speciális eset: Az 
ENSZ Közgyűlés határozatai kötelező jellegűek, hiszen azok létrehozásában 191 állam részt vett (azaz a Vatikán, Palesztina, Nyugat-Szahara és a nemrégiben függetlenné vált Montenegró kivételével a Föld összes állama)

Speciális eset ezen kívül az Európai Közösség által hozott rendelet. Az EK-t ugyanis a tagállamok szupranacionális jogkörökkel ruházták fel.

## A nemzetközi szerződések nyelve
A régi időkben az államok közötti szerződések nyelve latin volt, majd a 19. századtól a francia. A világháború után egyre inkább előtérbe került az angol.
A szerződéseket köthetik az egyik állam nyelvén, közös megállapodással választott harmadik nyelven, vagy több nyelven.